# Diabloceratops
Diabloceratops (/daɪˌæbloʊˈsɛrətɒps/ [dee-ab-lo-ser-a-tops]) là một chi khủng long tuyệt chủng thuộc họ Ceratopsidae sống cách ngày nay khoảng 79 triệu năm trong thời kỳ Creta muộn tại nơi ngày nay là Utah, Hoa Kỳ. Diabloceratops có kích thước trung bình, ăn thực vật, đi bốn chân, và đạt chiều dài được ước tính là 5,5 m (18,0 ft).